# Attentato di Istanbul del 2017
L'attentato di Istanbul del 2017 è stato un attacco terroristico verificatosi in un locale notturno del quartiere Beşiktaş di Istanbul, in Turchia, intorno alle 01:15 del 1º gennaio 2017. L'attacco è avvenuto presso la discoteca Reina, dove centinaia di persone stavano festeggiando il nuovo anno. Almeno 39 persone sono state uccise e 69 sono rimaste ferite.

## Attacco
Un uomo armato di AK-47 ha aperto il fuoco nel locale notturno alle 01:15 circa, dopo aver ucciso un agente di polizia all'ingresso. È stato riferito che l'attentatore gridava frasi in arabo. Le autorità avevano in precedenza sostenuto che un uomo armato fosse entrato nella discoteca e successivamente fosse stato ucciso dalla polizia, mentre alcune testimonianze e i media turchi hanno suggerito che ci fosse più di un attaccante. Si presume quindi che gli attaccanti siano stati due o tre: uno ucciso dalla polizia e uno o due in fuga. Al momento dell'attacco, circa 700 persone erano in discoteca per festeggiare il nuovo anno. Almeno 39 cittadini sono stati uccisi - di cui 15 stranieri - e altri 69 sono stati feriti. L'attacco è stato rivendicato dall'ISIS il giorno seguente, 2 gennaio.

## Vittime
| Nazionalità      | Morti | Feriti      | Ref.                 |
| ---------------- | ----- | ----------- | -------------------- |
| Turchia          | 10    | Sconosciuto | [ 17 ]               |
| Arabia Saudita   | 7     | 9           | [ 18 ] [ 19 ]        |
| Iraq             | 4     | 0           | [ 18 ]               |
| Libano           | 3     | 7           | [ 20 ] [ 21 ] [ 22 ] |
| Giordania        | 2     | 4           | [ 23 ]               |
| Marocco          | 2     | 4           | [ 24 ]               |
| India            | 2     | 0           | [ 25 ]               |
| Kuwait           | 1     | 5           | [ 22 ] [ 26 ]        |
| Germania         | 1     | 3           | [ 27 ]               |
| Libia            | 1     | 3           | [ 28 ]               |
| Israele          | 1     | 1           | [ 29 ] [ 30 ]        |
| Tunisia          | 1     | 1           | [ 31 ]               |
| Tunisia- Francia | 1     | 0           | [ 31 ]               |
| Canada           | 1     | 0           | [ 18 ]               |
| Belgio- Turchia  | 1     | 0           | [ 32 ]               |
| Siria            | 1     | 0           | [ 18 ]               |
| Russia           | 1     | 0           | [ 33 ]               |
| Francia          | 0     | 3           | [ 34 ]               |
| Azerbaigian      | 0     | 2           | [ 35 ]               |
| Bulgaria         | 0     | 1           | [ 36 ]               |
| Stati Uniti      | 0     | 1           | [ 36 ]               |
| Sconosciuto      | 0     | 26          | [ 17 ]               |
| Totale           | 39    | 69          | [ 17 ]               |